# Francesco Bettella
Francesco Bettella (Padova, 23 marzo 1989) è un nuotatore italiano, campione del mondo nei 50 metri dorso S1.
È un atleta tetraplegico, prevalentemente stileliberista e dorsista di livello internazionale tesserato con l'Associazione Sportiva Civitas Vitae Sport Education di Padova.

## Carriera
Più volte campione e primatista italiano, ha debuttato ai campionati europei IPC di Reykjavík nel 2009, entrando in cinque finali. Nel 2010 dopo aver ottenuto tempi di valore mondiale ai campionati italiani assoluti di Novara ha partecipato ai mondiali del Comitato Paralimpico Internazionale ad Eindhoven vincendo la medaglia di bronzo nei 200 m stile libero, piazzamento che ha confermato agli europei IPC di Berlino del luglio 2011.
Nel 2012 prende parte alle Paralimpiadi di Londra, ottenendo un 5º ed un 7º posto, rispettivamente nei 200 e nei 100 m stile libero.
Nel 2016 partecipa agli europei di Funchal, dove conquista subito la medaglia d'argento nei 200 m stile libero. Si ripete con lo stesso risultato nei 50 e 100 m dorso, concludendo la manifestazione con tre medaglie d'argento.
Sempre nel 2016 fa parte della spedizione italiana alle Paralimpiadi di Rio, dove ottiene due medaglie d'argento nelle gare di 50 m e 100 m dorso categoria S1, con un tempo rispettivamente di 1'12"49 e 2'27"06.
Nel 2017 prende parte ai mondiali di Città del Messico, dove vince la gara dei 50 m dorso con il tempo di 1'13"06, ottenendo così la prima medaglia d'oro della sua carriera in una competizione internazionale. Conquista il secondo oro tre giorni dopo, nella stessa competizione, vincendo la gara dei 100 m dorso con il tempo di 2'30"69.
Il 19 dicembre 2017 il CONI gli conferisce il Collare d'oro al merito sportivo.
Nel 2021 partecipa alle Paralimpiadi di Tokyo e il 25 agosto ottiene la prima medaglia della spedizione italiana, conquistando il terzo posto nella gara dei 100 m dorso con il tempo di 2'32"08. Si ripete anche nella finale dei 50 metri dorso, che si è svolta il 2 settembre. Tre anni dopo, alle Paralimpiadi di Parigi, ottiene il secondo gradino del podio nei 50 metri dorso ed il terzo nella doppia distanza.

## Palmarès
| Giochi paralimpici             | 50 m st. libero S2         | 100 m st. libero S2 | 200 m st. libero S2 | 50 m dorso S2             | ---                 |
| 2012 Londra Regno Unito        | 11º nelle batterie 1'13"86 | 7º 2'31"17          | 5º 5'02"96          | 9º nelle batterie 1'13"76 | ---                 |
| 2016 Rio Brasile               | 50 m dorso S1              | 100 m dorso S1      | ---                 | ---                       | ---                 |
| 2016 Rio Brasile               | Argento 1'12"49            | Argento 2'27"06     | ---                 | ---                       | ---                 |
| 2020 Tokyo Giappone            | 50 m dorso S1              | 100 m dorso S1      | ---                 | ---                       | ---                 |
| 2020 Tokyo Giappone            | Bronzo 1'14"87             | Bronzo 2'32"08      | ---                 | ---                       | ---                 |
| 2024 Parigi Francia            | 50 m dorso S1              | 100 m dorso S1      | ---                 | ---                       | ---                 |
| 2024 Parigi Francia            | Argento 1'13"90            | Bronzo 2'33"82      | ---                 | ---                       | ---                 |
| Campionati mondiali IPC        | 50 m st. libero S2         | 100 m st. libero S2 | 200 m st. libero S2 | 50 m dorso S2             | ---                 |
| 2010 Eindhoven Paesi Bassi     | 8º 1'14"26                 | 4º 2'30"78          | Bronzo 5'13"33      | 5º 1'13"56                | ---                 |
| 2017 Città del Messico Messico | 50 m dorso S1              | 100 m dorso S1      | ---                 | ---                       | ---                 |
| 2017 Città del Messico Messico | Oro 1'13"06                | Oro 2'30"69         | ---                 | ---                       | ---                 |
| 2022 Funchal Portogallo        | 200 m st. libero S2        | 100 m dorso S1      | ---                 | ---                       | ---                 |
| 2022 Funchal Portogallo        | Oro ---                    | Argento ---         | ---                 | ---                       | ---                 |
| 2023 Manchester Regno Unito    | 50 m dorso S1              | 100 m dorso S1      | 200 m dorso S1      | ---                       | ---                 |
| 2023 Manchester Regno Unito    | Bronzo 1'12"87             | Bronzo 2'30"89      | Argento 5'16"14     | ---                       | ---                 |
| Campionati europei IPC         | 50 m st. libero S2         | 100 m st. libero S2 | 200 m st. libero S2 | 50 m dorso S2             | 4×50 m stile libero |
| 2009 Reykjavik Islanda         | 8º 1'26"20                 | 6º 2'48"21          | 7º 5'46"56          | 8º 1'26"05                | squalificato        |
| 2011 Berlino Germania          | 6º 1'14"78                 | 5º 2'34"12          | Bronzo 5'08"25      | ---                       | ---                 |
| 2016 Funchal Portogallo        | 50 m st. libero S2         | 200 m st. libero S1 | 50 m dorso S1       | 100 m dorso S1            | ---                 |
| 2016 Funchal Portogallo        | 10º nelle batterie 1'15"74 | Argento 5'05"70     | Argento 1'11"27     | Argento 2'26"63           | ---                 |
| 2018 Dublino Irlanda           | 200 m st. libero S2        | 50 m dorso S2       | 100 m dorso S2      | ---                       | ---                 |
| 2018 Dublino Irlanda           | 4º 5'11"15                 | Bronzo 1'10"53      | 4º 2'30"44          | ---                       | ---                 |
| 2021 Funchal Portogallo        | 50 m dorso S2              | 100 m dorso S2      | ---                 | ---                       | ---                 |
| 2021 Funchal Portogallo        | Argento ---                | Oro ---             | ---                 | ---                       | ---                 |
| 2024 Funchal Portogallo        | 50 m dorso S1              | 100 m dorso S1      | ---                 | ---                       | ---                 |
| 2024 Funchal Portogallo        | Bronzo 1'15"82             | Bronzo 2'35"93      | ---                 | ---                       | ---                 |

### Campionati italiani
6 titoli individuali, così ripartiti:
- 1 nei 50 m stile libero
- 2 nei 100 m stile libero
- 2 nei 200 m stile libero
- 1 nei 50 m dorso

| Anno | Edizione | st.libero 50 m | st.libero 100 m | st.libero 200 m | dorso 50 m |
| ---- | -------- | -------------- | --------------- | --------------- | ---------- |
| 2010 | Assoluti | 1              | 1               | 1               | -          |
| 2011 | Assoluti | -              | 1               | 1               | 1          |